# 柴原孝典
柴原 孝典（しばはら たかのり、1961年8月23日 - ）は、日本のスタントマン・スーツアクター、アクション監督。神奈川県横須賀市出身。株式会社オフィスワイルド代表取締役。

## 略歴
1976年、高校在学中にジャパン・アクション・クラブのオーディションを受け、合格し入団。
1979年、東映製作の特撮テレビドラマ「スーパー戦隊シリーズ」の『バトルフィーバーJ』にバトルコサックのスーツアクターとして途中から参加。以降、『電子戦隊デンジマン』のデンジグリーン、『太陽戦隊サンバルカン』のバルシャーク、『大戦隊ゴーグルファイブ』のゴーグルブルー、『科学戦隊ダイナマン』のダイナイエローおよびダークナイトを演じた。現在でも本人の事務所には当時のヒーローのマスクが飾られている。
1983年、『科学戦隊ダイナマン』の途中から、同じく東映製作の特撮テレビドラマシリーズ「メタルヒーローシリーズ」の『宇宙刑事シャリバン』の撮影に活躍の場を移し、後期のシャリバンのスーツを担当。以降、『宇宙刑事シャイダー』のシャイダー、『巨獣特捜ジャスピオン』のジャスピオンを演じた。
1984年には「ワイルドスタントチーム」を組織し、主宰。1988年には株式会社オフィスワイルドを設立し、現在までスタントマン、アクションコーディネーターとして活動している。
1995年の『超力戦隊オーレンジャー』ショー以降、親友の新堀和男・竹田道弘と共に後楽園ゆうえんちヒーローショーのアクション助監督を務めている他、中国作品のテレビシリーズや映画等の監督を務め、様々な場面で活躍している。

## 家族
- 妻はかつてジャパン・アクション・クラブに在籍し、『宇宙刑事シャイダー』で共演した小島憲子[3]。
- 次女の沙季華はワイルドスタントにアクション俳優として所属している[4]。
- 孫がいる。

## エピソード
アクション俳優を目指したきっかけは、小学生時代に観たスティーブ・マックイーンの映画に影響を受けたことであった。
JACに入団して最初に参加した作品は『メガロマン』の戦闘員役であった。しかし、それは柴原が思い描いていたスタントの仕事とは異なるものであったため辞めることも考えていたが、『バトルフィーバーJ』で共演した古賀弘文の演じるバトルコサックの格好良さに衝撃を受け、JACでアクションを極めることを決意した。
泳ぎが苦手であり、『太陽戦隊サンバルカン』で演じたバルシャークは水に飛び込むシーンが多かったが、格好良く落ちた後は犬かきで戻ってくるという調子であったという。
JACを辞しワイルドスタントチームを結成した理由は、『巨獣特捜ジャスピオン』で肩の力が抜け演技が形になってきたと感じていたが、ヒーロー役は代わりがいると思うようになり、本来自身が求めていたアクションの道へ挑戦するためであったと述べている。

## 出演

### 特撮
- メガロマン（1979年） - 戦闘員[2]
- スーパー戦隊シリーズ
  - バトルフィーバーJ（1979年 - 1980年） - バトルコサック（代役）[1][2]、バトルフィーバーロボ[2]、カットマン[2]、エゴス怪人[5]
  - 電子戦隊デンジマン（1980年 - 1981年） - デンジグリーン[1][2][6][7]
  - 太陽戦隊サンバルカン（1981年 - 1982年） - バルシャーク[1][2]、バルイーグル（第1・2話名乗り）[8]
  - 大戦隊ゴーグルファイブ（1982年 - 1983年） - ゴーグルブルー[1][9][2]、ゴーグルブラック（代役）[2]、偽黒田[10]、偽ピンク[11]
  - 科学戦隊ダイナマン（1983年 - 1984年） - ダイナイエロー[1][12][2]、ダークナイト[1][12][2]
- メタルヒーローシリーズ
  - 宇宙刑事シャリバン（1983年 - 1984年） - シャリバン[1][2]
  - 宇宙刑事シャイダー（1984年 - 1985年） - シャイダー[1][2]
  - 巨獣特捜ジャスピオン（1985年 - 1986年） - ジャスピオン[1][2]

### テレビドラマ
- 青い絶唱（1980年 - 1981年、TBS）[13]
- お助け同心が行く! 第1話（1993年、テレビ東京）
- THE LAST COP/ラストコップ （日本テレビ）
- 3年A組-今から皆さんは、人質です- （日本テレビ）
- ニッポンノワール-刑事Yの反乱-（日本テレビ）
- 未満警察 （日本テレビ）
- 君と世界が終わる日に （日本テレビ）
- シロでもクロでもない世界で、パンダは笑う。 （日本テレビ）
- MIU404 （TBS）
- あなたの番です （日本テレビ）
- 吾輩は猫である ウェブドラマ
- 放課後カルテ （日本テレビ）

### 映画
- 石井隆監督作品 - スタント、アクションコーディネーター
  - GONIN（1995年）
  - GONIN2（1996年）
  - 黒の天使 Vol.1（1998年）
  - 黒の天使 Vol.2（英語版）（1999年）
  - TOKYO G.P.（2001年）
  - 花と蛇（2004年）
  - 花と蛇2 パリ/静子（2005年）
  - フリーズ・ミー（2006年）
- 竹中直人監督作品
  - 東京日和（1997年）
  - サヨナラCOLOR（2005年）
- ワイルド・ゼロ（1999年、竹内鉄郎監督） - スタント、アクションコーディネーター
- 篠崎誠監督作品
  - 忘れえぬ人々（2000年）
  - 東京島（2010年）
- 室賀厚監督作品
  - GUN CRAZYシリーズ（2002年 - 2003年） - スタント、アクションコーディネーター
  - キャプテン（2007年） - スタントコーディネーター
- KILLERS キラーズ「CANDY」（2003年、大川俊道監督）
- SURVIVE STYLE5+（2004年、関口現監督） - スタント・42ｍダイビング
- パパイヤ鈴木の「DANCE MASTER～踊る！ムーランルージュ笑店街～」（2004年、高木聡監督） - アクション監督
- 不良少年の夢（2005年、花堂純次監督）
- パッチギLOVE&PEACE（2007年、井筒和幸監督）
- アイアンガール（2012年、長嶺正俊監督） - アクション監督
- 武正晴監督作品 - スタント、アクション監督
  - インザ・ヒーロー（2014年）
  - 百円の恋（2014年）
- アイアンガール ULTIMATE WEAPON[14]（2015年、藤原健一監督） - アクション監督

### オリジナルビデオ
- CONNECT 覇者への道（2024年）ファイヤースタント

### イベント
- 日光江戸村のオープンと同時に、忍者屋敷・街頭時代劇を（脚本演出・出演）
- ポートピアランド USA海上スタントショー（アクション演出）
- 南紀白浜海上スタントショー（演出・出演）
- 横浜・八景島シーパラダイス『KAIZOKU』『SuperWaterShow』海上スタントショー（2001年 - 2004年、企画制作・出演・演出）
- 東武動物公園スパー忍者ショー「炎の剣グレン」（出演・演出）
- 松戸 バンダイミュージアム (シアターB１)（演出）
- ジャンプフェスタ2006・2007 東映アニメーションブース（演出）
- 東映アニメーション50周年式典オープニングセレモニー（演出）
- ワンダーフェスティバル2007「シュラキステージ」（演出）
- 横浜・八景島シーパラダイス・スーパーホリデー'07 Sea-1グランプリ（企画制作・演出）

### 中国・監督作品
鎧甲勇士
2008年中華人民共和国で製作されたヒーロー番組である。第一部全52話からテレビドラマで公開され《鎧甲勇士》の劇場版《鎧甲勇士之帝皇侠》は2009年6月から9月に撮影、2010年の春節の休暇期間に上映された。テレビドラマの第二部《鎧甲勇士・刑天》は全60話あり2010年5月に撮影開始し2011年テレビ公開された。

### バラエティ番組
- 乃木坂工事中 第229回「1カ月ぐらいでこれやります! 乃木坂46 みんなの目標発表会 2019」（2019年10月21日） - 伊藤理々杏のアクション指導、アクション監督 / ラスボス 役